# Chilonatalus tumidifrons
Chilonatalus tumidifrons är en fladdermusart som först beskrevs av Miller 1903.  Chilonatalus tumidifrons ingår i släktet Chilonatalus och familjen trattöronfladdermöss. Inga underarter finns listade i Catalogue of Life.
Arten blir med svans 8 till 11 cm lång och vikten ligger vid 4 till 7 g. Ovansidan är täckt av kastanjebrun päls och på undersidan förekommer ljusgul päls. Chilonatalus tumidifrons har korta tummar vid framtassarna och de är nästan helt inbäddad i flygmembranen. Arten kännetecknas dessutom av ganska smala vingar. Liksom hos andra familjemedlemmar förekommer trattformiga öron och en liten hudflik på näsan. Den liknar bladet som finns hos flera andra fladdermöss. Djurets tanduppsättning bildas på varje sida av överkäken av 2 framtänder, 1 hörntand, 3 premolarer och 3 molarer. I underkäken finns ytterligare en framtand per sida.
Denna fladdermus förekommer på olika öar som tillhör Bahamas. Arten lever i mera torra lövfällande skogar.
Individerna vilar på dagen i stora grottor. De blir aktiva ungefär 30 minuter efter solnedgången och jagar flygande insekter. Honor bildar före ungarnas födelse egna flockar som är skilda från hanarna. Per kull föds en enda unge. Arten hittar sina byten med hjälp av ekolokalisering och den använder läten med en frekvens upp till 170 kHz. Troligtvis kommunicerar den även med doftämnen. Fladdermusen har särskilt bra rörelseförmåga och den hamnar därför sällan i slöjnät som zoologer placerade i naturen.